# استوارت دالاس
استوارت دالاس (متولد ۱۹ آوریل ۱۹۹۱) یک فوتبالیست حرفه ای در ایرلند شمالی است که در باشگاه لیگ برتر لیدز یونایتد و تیم ملی ایرلند شمالی بازی می‌کند. او بیشتر به عنوان هافبک و دفاع بازی کرده است. او یکی از اعضای اصلی تیم لیدز یونایتد تحت مربیگری مارسلو بیلسا بود که قهرمان مسابقات چمپیونشیپ ۲۰–۲۰۱۹ و صعود به لیگ برتر شدند.
از سال ۲۰۱۵ دالاس با داشتن ۴۵ بازی ملی و بازی در یوفا یورو ۲۰۱۶ به یک بازیکن ثابت برای ایرلند شمالی تبدیل شده است.

## حرفه باشگاهی

### کوآگ یونایتد و صلیبیون
دالاس در کوکاستون متولد شد، دالاس در آن بزرگ شده است و به تحصل در مقاطع ابتدایی و با حضور کوکاستون دبیرستان در طول تحصیلات خود، برنده U14 U15 و عناوین Coleraine و لیگ منطقه با دبیرستان در سال ۲۰۰۴ و ۲۰۰۵ شده است. او کار خود را در کوآگ یونایتد آغاز کرد، جایی که اولین بازی خود را در سال ۲۰۰۷ انجام داد در حالی که به عنوان بازیکن غیر ثابت بازی می‌کرد. در ژانویه ۲۰۱۰، دالاس در شکست شش بر یک پیروزی جام ایرلند مقابل صلیبی‌ها بازی کرد، عملکرد دالاس باعث شد تا مدیر صلیبی‌ها استفن باکستر با دالاس و پدرش در مورد احتمال پیشنهاد قرارداد به او صحبت کند. بعداً در همان هفته معامله ای توافق شد، با پیوستن دالاس به صلیبیون در تابستان ۲۰۱۰، یک بار در هفته تمرین کرد و هفتگی ۷۰ پوند درآمد داشت. او اولین بازی خود را در مقابل دونگال سلتیک در ۷ اوت ۲۰۱۰ انجام داد. او در ۲۱ اوت اولین گل‌های خود را برابر کلرین و ثابت شد اولین گل او در Seaview گل پیروزی در پیروزی ۵–۴ برابر گلناون است. دالاس در اولین سال حضور در صلیبیون، در مراسم اهدای جوایز سالانه بهترین بازیکن سال، شش جایزه دریافت کرد. او به عنوان بهترین بازیکن سال اتحادیه نویسندگان فوتبال ایرلند شمالی و بهترین بازیکن جوان فصل ۱۱–۱۱ ۲۰۱۰ انتخاب شد. دالاس در فصل ۱۱–۲۰۱۰ ۳۸ بازی انجام داده و ۱۶ گل به ثمر رسانده است.
| نه | تاریخ           | محل                                                      | کلاه لبه دار | مخالف     | نمره | نتیجه | رقابت                       |
| -- | --------------- | -------------------------------------------------------- | ------------ | --------- | ---- | ----- | --------------------------- |
| ۱  | ۳۱ مه ۲۰۱۵      | Gresty Road، Crewe، انگلستان                             | 4            | قطر       | 1–0  | 1–1   | دوستانه                     |
| ۲  | ۱۰ ژوئن ۲۰۱۷    | ورزشگاه جمهوری‌خواه توفیق بهراموف، باکو، جمهوری آذربایجان | 22           | آذربایجان | 1–0  | 1–0   | مقدماتی جام جهانی فیفا ۲۰۱۸ |
| ۳  | ۱۱ سپتامبر ۲۰۱۸ | پارک ویندزور، بلفاست، ایرلند شمالی                       | 32           | اسرائیل   | 2–0  | 3–0   | دوستانه                     |

## افتخارات

### باشگاه

#### صلیبی‌ها
- جام لیگ ایرلند: ۲۰۱۱–۱۲
- جام ورزشی Setanta: 2012

#### برنتفورد
- نایب قهرمان لیگ یک فوتبال: ۲۰۱۳–۱۴

#### لیدز یونایتد
- قهرمانی چمپیونشیپ: 2019–20[۱۸][۱۹]

### شخصی
- بازیکن سال انجمن نویسندگان فوتبال ایرلند شمالی: 2010–11[۱۷]
- انجمن نویسندگان فوتبال ایرلند شمالی بازیکن جوان سال: ۲۰۱۰–۱۱
- بازیکن سال بازیکنان لیدز یونایتد[۲۰]
- بهترین بازیکن سال لیدز یونایتد[۲۱]